# Arthur Wieferich
Arthur Josef Alwin Wieferich (27. dubna 1884 Münster – 15. září 1954 Meppen) byl německý matematik, zabývající se teorií čísel. Jsou po něm pojmenována Wieferichovo prvočíslo a Wieferichův pár.

## Dílo
- Beweis des Satzes, daß sich eine jede ganze Zahl als Summe von höchstens neun positiven Kuben darstellen lässt (1908)
- Über die Darstellung der Zahlen als Summen von Biquadraten (1908)
- Zur Darstellung der Zahlen als Summen von fünften und siebenten Potenzen positiver ganzer Zahlen (1909)
- Zum letzten Fermat'schen Theorem (1909)
- Zur Dreiecksgeometrie (1909)